# Rubén Morán
Rubén Morán (6. august 1930 – 3. januar 1978) var en uruguayansk fodboldspiller, der med Uruguays landshold vandt guld ved VM i 1950 i Brasilien. Han spillede én kamp i turneringen, finalesejren over Brasilien.
Morán spillede på klubplan for CA Cerro i hjemlandet.